# Municipio de Chicoloapan
El municipio de Chicoloapan de Juárez es uno de los 125 municipios del Estado de México, ubicado al oriente del Valle de México, en el centro-sur de la República Mexicana. Colinda con los municipios de Chimalhuacán, Ixtapaluca, La Paz y Texcoco.

## Toponimia
Chicoloapan proviene del náhuatl chichiouilapan o chicualapa, términos que se desprenden de chicoltic, que significa "cosa torcida" y de atl, que significa "agua", "pan" y "en"; por otro lado, también se desprende de la palabra chichicuilote, una especie de ave que formaba parte de la fauna del lago de Texcoco. También se sabe que deriva de la palabra chicoaloapa, que significa "en donde hay chichicuilotes"; se forma de las palabras nahuatlacas chicualo, "chichicuilotes", y apan, "en, donde". Con el paso de los años, los habitantes de la zona lo han identificado con el nombre de Chicoloapan.[cita requerida]
Derivado del significado de las palabras en náhuatl, el nombre tiene dos acepciones: la primera, referida a las aves que se encontraban en el lago de Texcoco, llamadas chichicuilotes, de donde se desprende que Chicoloapan significa "agua en la que hay chichicuilotes"; la segunda, "el lugar donde el agua se tuerce o desvía su curso", esto es, que culebrea.[cita requerida]
El apelativo "Juárez" es tomado de Benito Juárez, promulgador de las leyes de Reforma.[cita requerida]

## Historia
Chicoloapan fue uno de los primeros pueblos en el Anahuac y fue hasta el periodo Clásico cuando se sedentarizó. Fundado por los acolhuas (chichimecas) alrededor de 1149 a. C., la primera lengua que hablaron sus pobladores fue chichimeca y después el náhuatl.
Tuvo una influencia de las culturas teotihuacana, tolteca y mexica. Estuvo bajo el dominio de la cultura acolhua chichimeca cerca de 300 años, con sede en el pueblo de Coatlinchán, cuyo primer gobernador fue Apaxli Chichimecatl, descendencia que gobernó durante 200 años. En ese entonces Chicoloapan se encontraba dividido en tres poblaciones.
Antes de la llegada de Hernán Cortés, Chicoloapan estaba en conflictos debido a su gobierno, por lo que sus habitantes se unieron a las tropas españolas como caballería, con caballos blancos.
Previo a su constitución como municipio, Chicoloapan estuvo asentado en Cuautlalpan.
Durante la Colonia, la evangelización estuvo a cargo de franciscanos, dominicos y jesuitas. Estos últimos dieron el nombre de San Vicente al pueblo, el cual antecede al de Chicoloapan.
El 16 de julio de 1822, antes de firmarse el acta constitutiva de la soberanía del Estado de México, Chicoloapan es reconocido como municipio, pero no es sino a partir del decreto número 36 de 9 de febrero de 1825, que San Vicente Chicoloapan se convierte en un municipio libre.
El poblado de San Vicente Chicoloapan obtiene por decreto oficial la categoría de Villa de San Vicente Chicoloapan de Juárez.
En 1855 es nombrado como primer presidente municipal de Chicoloapan, José Arcadio Sánchez.
Los documentos y estudios realizados en el municipio revelan importantes datos:
- Se han encontrado restos líticos (utensilios de piedra) con aproximadamente 15 000 años de antigüedad.
- Se descubrió un cráneo de hace más de 13,000 años, perteneciente a un niño, el cual se puede observar en el Museo Nacional de Antropología e Historia de la Ciudad de México.
- El poblado origen de este municipio se fundó en 1149 a.C., por Apaztli Chichimécatl, descendiente de los señores de Coatlinchán.
- Existe una zona arqueológica sin explorar, pero saqueada y destruida en parte, localizada en lo que se conoce como el cerro del Portezuelo.
- Cuenta con un templo católico construido en el Siglo XVII.

### Cronología de hechos históricos
| 1521 | Chicoloapan pasa a formar parte de la Encomienda de Hernán. |
| 1788 | Se inaugura la Parroquia de "San Vicente Mártir". |
| 1822 | El 16 de julio se declara municipio libre. |
| 1885 | El municipio es nombrado "Villa de Chicoloapan de Juárez". |
| 1923 | Inicio de reparto de tierras ejidales en el municipio. |
| 1952 | Descubrimiento de restos fósiles humanos que datan de hace más de 13,000 años.                                                                                    |
| 1968 | Chicoloapan participa en la carrera atlética con la antorcha en dirección al sitio arqueológico de Teotihuacán. Inauguración de las olimpiadas de 1968 en México. |
| 1968 | Inauguración de la primera escuela secundaria en Chicoloapan. |

## Política y gobierno

### Presidentes municipales[5]
- Andres Aguirre Romero 2012-2015
- Medardo Arreguin Hernandez 2015-2018
- Nancy Jazmín Gómez Vargas 2018-2024

## Transporte público
El transporte que existe en Chicoloapan ofrece el traslado de pasajeros con destino hacia la Ciudad de México, específicamente las rutas que lo comprenden son la R-98 , la R-83 y la R-107 (Auris- Metro Balbuena), R-98 R-83 ambas con el derrotero San Vicente - Metro Boulevard Puerto Aéreo, diversas rutas de Autobuses México Los Reyes, Chicoloapan, Chimalhuacán y Anexas comunicando a estos tres municipios. Así mismo el transporte ofrece una ruta con dirección al municipio colindante de Texcoco. Los horarios del servicio son desde las 04:00 hasta las 00:30 hrs., por la alta demanda de la población para trasladarse hacia su trabajo, colegio o para llegar a casa.
Diversas rutas de transporte público corren por la carretera México-Texcoco conectando así con municipios como Ecatepec y Tultitlán.
La R-92 (Santa Martha-Patos-Peñón-Cd. Alegre) y (La Paz-Patos-Peñón-Cd. Alegre) también conectan con el municipio de Chimalhuacán a diversos destinos dentro de  este municipio, además de conectar con la Ciudad de México en sus dos bases (Santa Martha y La Paz).
El 24 de Marzo de 2023, la línea 3 del Mexibús (que corre de Pantitlán a Chimalhuacán) inauguró su ampliación de la estación Acuitlapilco a la Central de Abastos Chicoloapan, teniendo por primera vez un sistema de transporte masivo comunicando directamente con la Ciudad de México en su estación terminal Pantitlan.

## Calidad del aire
Los hornos tabiqueros juegan un papel muy importante en la contaminación del aire de la zona, ya que se encuentran establecidos 29 hornos que queman basura, desechos de tela, aserrín y madera para cocer los ladrillos, aproximadamente una cifra de 30 mil. Dicho proceso de cocción llega a durar hasta 3 días, por lo que las partículas contaminantes son liberadas durante este periodo.
En consecuencia la calidad del aire se ve afectada por los altos contaminantes que permanecen suspendidos en la atmósfera, en algunos casos se ha tenido que suspender las actividades al aire libre.
La estación más cercana de monitoreo de la calidad del aire se encuentra en Texcoco, municipio que verifica los niveles de ozono, óxidos de nitrógeno, bióxido de azufre, monóxido de carbono y partículas suspendidas en el aire.

## Demografía
En el municipio 2409 personas aún hablan alguna lengua indígena, tales como mazahua, náhuatl, otomí, totonaca, zapoteca y maya. 
El municipio se ha vuelto paulatinamente un destino de flujos migratorios de población de escasos recursos, quienes llegan a la zona metropolitana; por otra parte, las grandes constructoras inmobiliarias han explotado una importante extensión del territorio entre los años 2000 y 2008 y han creado desarrollos habitacionales, lo que ha aumentado la población del municipio de manera muy significativa y también ha modificado su composición, debido a que la gran mayoría de los nuevos colonos provienen de la CDMX.
En el Censo de Población y Vivienda 2010, la cantidad de habitantes en el municipio fue de 175,053, compuesto de 89,676 mujeres y 85,377 hombres. www.inegi.org.mx
Debido al incremento repentino de la población, también se han incrementado los problemas viales, pues la mayoría de la población se traslada a la Ciudad de México por necesidades laborales, con lo que Chicoloapan se ha convertido en un gran dormitorio. Al igual que otros municipios, no se ha diseñado un proyecto de vialidades, debido a ello, éstas se han tornado obsoletas y se encuentran en condiciones deplorables.

## Medio ambiente
La flora que destaca es: pirul, capulín, tejocote, huizache y otras variedades frutales. En la flora silvestre se encuentran cactus, tepozan, pitalla, organillo, quelite, verdolaga, epazote, árnica, té de campo, chicalote, jarilla, toloache.
En la fauna están cacomixtle, zorrillo, conejo, tuza, gavilán, zopilote ardilla, liebre, tlacuache, coyote, onza, rata de campo, especies de víbora y gran variedad de arañas. Los animales domésticos son aves de corral, palomas, ganado vacuno, porcino, bovino y caprino.
Existen áreas dedicadas a reservas ecológicas como "Tres Bueyes", que apoya proyectos de reforestación de Temamatla y Los Reyes, La Paz.

## Deporte
La infraestructura deportiva se compone de los siguientes espacios públicos: Deportivo las Minas, Polideportivo del Bicentenario.
Se cuenta con la Escuela del Deporte Número 27, ubicada en la comunidad de Auris II.
La Escuela del Deporte (ESDEP) actualmente cuenta con el turno matutino y vespertino, en donde se dan las actividades de: Natación, basquetbol, voleibol, tae kwon-do y atletismo. Anualmente participa en los Juegos Estatales de Escuelas del deporte, en donde ha obtenido resultados favorables en las pruebas de Atletismo y Tae Kwon-do.
Cuenta con alberca semiolimpica, pista de atletismo, cancha de Fútbol Asociación, cancha de Fútbol Rápido y dos canchas de basquetbol al aire libre.
El municipio de Chicoloapan cuenta con espacios para ejercitarse, como el deportivo “Benito Juárez” y el polideportivo “Bicentenario de la Independencia”. En estos espacios se desarrollan varias actividades como el basquetbol, gimnasia rítmica, hawaiano, aerobics, tae-kwon-do, lima-lama, box, entre otras.
Existe la escuela de fútbol Macrosoccer, que en varias ocasiones ha representado al municipio en competencias, destacando en 2011 los resultados en las olimpiadas nacionales.
Actualmente uno de los deportes que se práctica con mayor demanda es el box ya que contamos con el gimnasio Romeo Anaya el cual es dirigido por Juan Hernández Carbajal. "Forjador de Campeones"
Quien logra en 1972 su primer campeonato mundial: Romeo Anaya, quien gana el título de Peso Gallo en un gran combate efectuado en Panamá contra el “Maravilla” Pinder. En honor y en recuerdo de este gran peleador, bautizó su centro de entrenamiento como “Gimnasio de Box Romeo Anaya”.

## Minería
Existen cinco minas de arena, dos de ellas en el Zapote y tres particulares, además hay una mina de grava y una mina de tepetate.
Chicoloapan es el mayor municipio en producción de materiales para construcción.

### Pirotecnia
Chicoloapan también se distingue por su elaboración de pirotecnia, donde tanto los talleres de elaboración así como el mercado de cohetes, se ubica en la comunidad de Lomas de el Chocolín, este es un lugar cercano a Chimalhuacán, donde es quien abastece la juguetería y los artefactos pirotécnicos en la parte sureste de la Zona metropolitana del valle de México, aunque en términos comparativos, su volumen de producción es pequeña a comparación de Tultepec, siendo este ultimo la capital de la pirotecnia mexicana. 

## Religión
Chicoloapan se considera una población que ejerce la religión católica en un 55% el 41%  son testigos de Jehová, Cristianos, evangélicos y ateos.[cita requerida]
El santo patrono de Chicoloapan fue San Vicente, diácono y mártir español que nace en el tercer siglo de nuestra era, originario de la provincia de Huesca (3) (que conserva un templo construido en el sitio de su casa natal) en Zaragoza. España, (de padre cónsul y madre Enola) gobernada por un imperio romano en crisis. Esta hegemonía en ese mundo llegaba a su fin, por no poder sostener todos los privilegios a los que estaba acostumbrada su clase dominante, (4) además, los pueblos esclavizados a su dictadura se empezaron a rebelar, y ante este panorama tan caótico, la fe aparece como una nueva esperanza de vida para trascender y salvar el alma a un nivel de eternidad, la estadía del ser humano en la tierra era efímera, transitoria porque el cuerpo era corruptible, sin embargo, el espíritu trascendería como un elemento de salvación.

## Cultura

### Exposiciones
Se realizan exposiciones con diferentes fines, son ubicadas en la biblioteca municipal, entrada principal de la presidencia municipal, explanada del interior de la misma, en algunas ocasiones en el atrio de la parroquia de "San Vicente" o bien se ocupa algún local de la Casa de Cultura.

### Casa de Cultura Chicoloapan
Este lugar fue creado con la única intención de fomentar cualquier actividad cultural o artesanal, dicho centro empezó con la construcción en el año de 2011. Actualmente se imparten varios talleres de diversa índole, tales como pintura, piano, violín, guitarra, yoga, danza folklórica, danza hawaiana y demás actividades similares.
Los costos son accesibles para la comunidad, por lo mismo cada año tiene más participantes.

## Fiestas y tradiciones
A lo largo del año se celebran festividades religiosas, tales como: 22 de enero se celebra a San Vicente Mártir, patrono de Chicoloapan. El 28 de cada mes, pero en especial el mes de octubre se le festeja a San Judas Tadeo. El 8 de diciembre se festeja la Purísima Concepción; el 12 de diciembre, Virgen de Guadalupe. En esta semana se llevan a cabo procesiones que se dirigen al panteón, por las calles del pueblo y colonias; así como la representación de la muerte de Cristo, entre otras actividades. En el mes de mayo se celebra la fiesta agrícola de “San Isidro Labrador”, a campo abierto, donde se oficia una ceremonia religiosa. Cada barrio tiene su patrón, por lo cual hay celebraciones barriales. Todas las fiestas son realizadas a través de mayordomías.

### Carnaval
El carnaval inicia con la coronación de los reyes, se le entrega a los soberanos quienes regirán los diferentes eventos, por lo general se presentan ante el público en las categorías infantil, tercera edad, discapacitados, los reyes del carnaval en la mayoría de los casos son personalidades del medio artístico. Después se realiza la "quema del mal humor", con juegos pirotécnicos, en este evento artístico son presentados los soberanos del carnaval y al final de la presentación el evento es amenizado por un artista invitado.
El comienzo de los desfiles carnavalescos en Chicoloapan inicia con los preescolares quienes son los que inauguran estas festividades en los que diferentes escuelas participan con disfraces, comparsas y carros alegóricos.
La secuencia de los eventos en los cuales participa la mayoría de las personas son:
- Desfile de corso
- Desfile de fantasía
- Desfile de bachata
- Desfile regional
- Desfile de la batalla de las flores

Para finalizar se programa el último evento de carnaval en Estado de México que tiene como finalidad marcar la conclusión de las festividades, la quema de Juan Carnaval que es acompañado de un testamento que por lo general tiene un contenido cómico y de crítica para personalidades de diferente índole.

### Temezcalli
En esta Zona, en los últimos años se ha visto un crecimiento de la tradición mexicana, con el surgimiento de temazcales, que son baños de vapor tradicionales que, además de ser una ceremonia antigua, ayudan a las personas física y emocionalmente. 
En estos baños de vapor se guían por 4 puertas, en las que se hace referencia a los 4 rumbos, oriente, poniente, sur y norte, así mismo haciendo llamado a las esencias y las energías, convirtiéndolo en un ritual espiritual y bello, siempre al mando de personas que deben estar capacitadas para tal ceremonia. 
Practicando el uso y aplicación de la medicina tradicional indígena herbolaria.
En décadas anteriores las personas originarias del lugar, llegaron a tener temazcales, para uso personal y familiar; hoy en día, han vuelto a surgir, teniendo su origen en el 2007, con la siembra de temazcal en Calpulli Tutuyapa ubicado sobre Prolongación Libertad https://www.facebook.com/tutuyapaac , del cual se han desprendido varios a lo largo del municipio, tales como en Calpulli Ohtly Yancuic, Calpulli Nauin-Euatin, entre otros. Y en los cuales se brinda atención al público en general, haciendo que la tradición se conozca y dando un nuevo giro a la imagen del municipio. 

### Leyendas
- “La carreta Fantasma” y la de los pequeños duendes.

Se cuenta que cuando recién se formó el pueblo de San Vicente de Chicoloapan, y se dio alineamiento a sus calles, se solía ver una carreta que partía de la iglesia y recorría el primer cuadro del poblado (Zócalo) hasta salir de él desapareciendo cerca del pueblo vecino. La carreta tenía llantas de hierro y al andar en el empedrado sonaba como si llevara campanas; por ello, la gente se daba cuenta que pasaba por todas las calles; para todos era sorprendente “el Fantasma”. Se dice que nunca se veía a quien la conducía.
Los pequeños duendes se cuenta en el pueblo de Chicoloapan en la iglesia se aparecen unos pequeños seres de otro mundo y son muy conocidos por los Tejuelos.
Los pobladores de San Vicente Chicoloapan, como es su tradición de cada año, realizan una peregrinación a la basílica de la virgen de Guadalupe, esto se lleva a cabo el primer lunes del mes de diciembre de cada año; En donde sale una peregrinación de San Vicente después de haberse conmemorado una misa en honor a la Virgen de Guadalupe. Las personas van en su propio transporte; se rentan autobuses, así como camiones de carga y un desfile de personas en bicicletas y mototaxis con un solo motivo: llegar a la Villa Basílica, en la Ciudad de México.

## Higiene y salubridad
En los años 70 el municipio de Chicoloapan carecía de centros de salud y personal médico por tal motivo la atención de los enfermos debía hacerse  en el municipio de Texcoco.
El personal médico  con el que se contaba la población en esa época era el siguiente:
Cuatro enfermeras en la Cabecera Municipal, ocho parteras distribuidas en el pueblo y cuatro personas con conocimientos empíricos sobre el parto.
Hoy en día se cuenta con un hospital en construcción en una de las recientes unidades habitacionales conocida como HIR.

## Agua potable y drenaje
Con relación a estos servicios, los censos generales de 1970 arrojaron la siguiente información:
796 viviendas disponen de agua entubada, solo
466 disponen de agua entubada dentro de su casa,
111 disponen de agua entubada fuera de su casa,
219 se abastecen de una llave pública o hidrante y
516 no cuentan con agua entubada.

## Salud
También existen una clínica matriz, una clínica del IMSS, diversos consultorios particulares de medicina general, algunas clínicas particulares ginecoobstétricas y consultorios de atención dental, dos consultorios de oftalmología y laboratorios de análisis clínicos. En la zona, se practica la medicina tradicional.[cita requerida]
Se cuenta también con una Unidad de Rehabilitación e Integración Social (URIS), de nombre "Juan Ignacio Reyes González"- en honor del multimedallista paralímpico con especialidad en natación-; parte del subsistema DIF municipal. Ubicada en la Unidad Habitacional ARA II "Real de San Vicente", esta unidad médica cuenta con los siguientes servicios de especialidades en rehabilitación: Medicina Física y rehabilitación (Médicos de Valoración), Comunicación Humana (LTCH), Terapia de Lenguaje, Psicología, Terapia de Aprendizaje (LEE), Terapia Física (LTF) y oficina de atención a personas con discapacidad, además de Masoterapia, Medicina General y Servicio Dental URIS.[cita requerida]
El 7 de noviembre de 2013, se colocó la primera piedra de lo que sería un hospital municipal de segundo nivel en Chicoloapan, que contaría con los servicios de: medicina interna, ginecología, obstetricia, pediatría, cirugía general, sala de urgencias, odontología, nutrición, psicología, estimulación temprana, medicina preventiva, somatometría, áreas de expulsión, tococirugía, quirófanos, pruebas de laboratorio gratuitas, área de rayos X, módulo mater, cuneros, salón de usos múltiples, módulos de seguro popular para la nueva afiliación, cuarto de máquinas, área de residuos peligrosos biológico-infecciosos (RPBI), entre otros servicios, el cual hasta este momento[¿cuándo?] lleva un avance del 15 por ciento en su construcción. Esta obra beneficiará a mucha gente, es una gran fuente de trabajo, permitirá facilitar el acceso a los servicios de salud de segundo nivel y dar atención a los sectores más vulnerables de la población para mejorar su calidad de vida.[cita requerida]

## Educación
Existen en el municipio los siguientes centros escolares. La Escuela Preparatoria Oficial No. 15 fue la primera en el municipio, fundada el 25 de septiembre de 1986:

### Básico
- Preescolares Estatales: 46
- Preescolares Federales: 11
- Preescolares Particulares: 14
- Primarias Estatales: 44
- Primarias federales: 24
- Primarias Particulares: 7
- Secundarias Estatales: 1
- Secundarias Federales: 39
- Secundarias Particulares: 2

### Medio superior
- 7 Preparatorias
- 1 CECyTEM (Colegio de Estudios Científicos y Tecnológicos del Estado de México)
- 2 COBAEM (Colegio de Bachilleres del Estado de México).
- 1 CBT (Colegio de Bachilleres Tecnológicos)

### Superior
- Universidad Revolución con la licenciatura en Desarrollo Local Sustentable. (En proceso de obtener su validad oficial)
- Tecnológico de Estudios Superiores Chicoloapan (TESCH), con las ingenierías en Desarrollo Comunitario y Energías Renovables.

También se cuenta con el Centro de Educación a Distancia en las unidades de GEO Costitlán con el nombre del “Bicentenario de la Independencia”.

## Gastronomía
Se preparan: mole, tamales, nopales en guisos variados, barbacoa y platillos derivados del maíz. El pulque es la bebida local. El dulce de tejocote y dulce de calabaza son típicos de la región
y en cada temporada lo suyo.

## Medios de comunicación
El gobierno cuenta con su propia página de Internet, donde los boletines informan a la comunidad las actividades realizadas por la administración.
Existe el medio comunitario denominado Portal de Chicoloapan  donde de forma colaborativa se generan los contenidos, tales como noticias, fotografías, programas de radio y tv en línea, funciona desde 2006.  En 2010 fue reconocido con el Premio UVM al Desarrollo Social, por su compromiso con la difusión de las actividades de la comunidad con el fin de construir tejido social, el Portal colabora con jóvenes emprendedores sociales de México y otras partes del Mundo, por medio del red Youth Action Net.